# Edzard van Grovestins

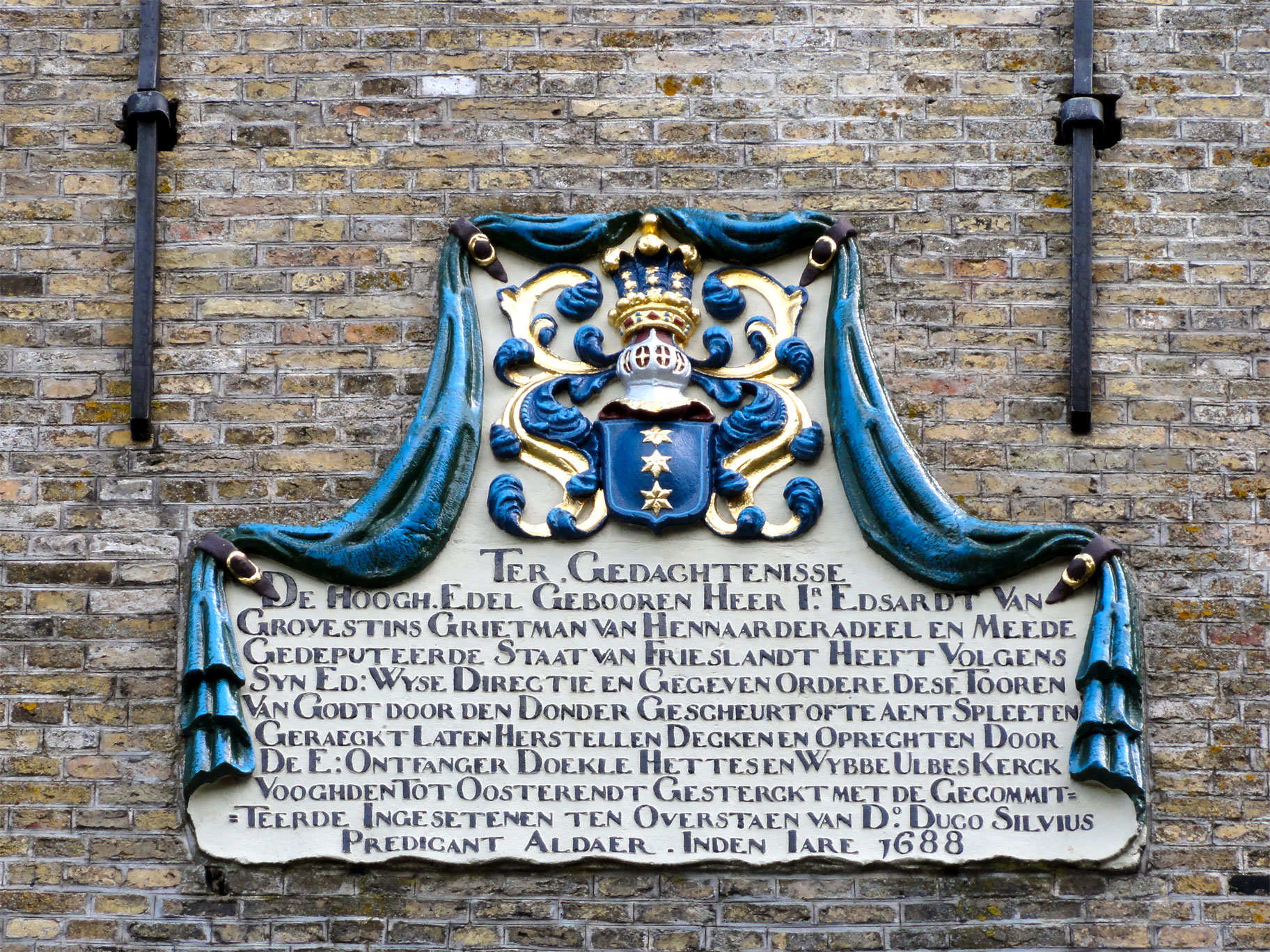
Gedenksteen voor jonker Edsardt van Grovestins in de kerktoren van Oosterend

Edzard van Grovestins (gedoopt Wommels, 7 januari 1655 - Surhuisterveen, 30 december 1729) was grietman van Hennaarderadeel en gedeputeerde van de provincie Friesland.

## Leven en werk
Jonker Van Grovestins, gedoopt als Idsert van Grovestins, was een zoon van de grietman van Hennaarderadeel Oene van Grovestins en van Idske van Hottinga. Hij volgde in 1671 zijn vader op als grietman van Hennaarderadeel. Omdat hij op dat moment nog minderjarig was werd zijn vader in het begin van zijn ambtsperiode aangewezen als substituut (plaatsvervanger).
In de periode 1689 tot 1692 was hij gedeputeerde van Friesland voor Westergo. In 1706 werd hij opgevolgd als grietman door Idzard van Sminia. Diens vader Hobbe Baerdt van Sminia, in 1697 de een na rijkste Fries met een geschat vermogen van 450.000 gulden, had het grietmanschap van Hennaarderadeel voor 38.000 gulden van Grovestins gekocht voor zijn zoon.
Grovestins trouwde in 1677 met Orsel van Burmania, dochter van kolonel Feijo van Burmania en Sjouk van Hania. In de kerk van Augustinusga bevindt zich een avondmaalsbeker, die in 1683 aan de kerk werd geschonken door het echtpaar Van Grovestins. Op de beker het jaartal 1683 met de gekroonde alliantiewapens Grovestins-Burmania en een inscriptie:
IO. Edzardt A. Grovestins grietman ower Henaarderadeel an. 1683 / Jr. Orsel van
Burmanie sijn frou
In de kerktoren van Oosterend bevindt zich een gedenksteen voor Van Grovestins (zie afbeelding). Hij gaf in 1688 de opdracht om de kerktoren, die door de bliksem getroffen was en scheuren vertoonde, te herstellen:
Ter Gedachtenisse
De Hoogh.Edel Gebooren Heer Jr. Edsardt van
Grovestins Grietman van Hennaarderadeel, en meede
Gedeputeerde Staat van Frieslandt, heeft volgens
sijn Ed: wyse directie en gegeven ordere dese tooren
van godt door den donder gescheurt ofte aent spleeten
geraeckt laten herstellen, decken en oprechten door
de E: ontfanger Doekle Hettes en Wybbe Ulbes, kerck
vooghden tot Oosterendt, gesterkt met de gecommit-
teerde ingesetenen ten overstaen van Do Duco Silvius
predikant aldaer in den jare 1688.